# Mondo ovale
Mondo ovale è stato un programma televisivo sportivo di approfondimento sul rugby in onda sulla rete italiana Nuvolari nel 2014, condotto da Rudolf Mermone dedicato alle squadre italiane.
Il programma andava in onda dal lunedì a venerdì.